# Легкі крейсери типу «Емеральд»
Легкі крейсери типу «Емеральд» (англ. Emerald-class cruiser) — клас військових кораблів з 2 легких крейсерів, що випускалися британськими суднобудівельними компаніями з 1918 по 1926 роки.
Легкі крейсери цього типу замовлялися у кількості 3-х одиниць й випускалися після важких кораблів типу «Гокінс», наприкінці Першої світової війни. Як й для вищезгаданого класу кораблів, головним критерієм крейсерів «Емеральд» визначалася висока швидкість на шкоду іншим характеристикам, як відповідь найновішим німецьким швидкісним крейсерам-мінним загороджувачам типу «Брюммер», що діяли в Північному морі. Однак, стрімке завершення світової війни призвело до скасування спуску на воду третього корабля серії — «Юфрейтіз».

## Легкі крейсери типу «Емеральд»

### Королівський військово-морський флот Великої Британії
| Корабель     | Номер вимпелу | Виготовлювач                           | Закладено       | Спущено        | У строю       | Статус                             |
| ------------ | ------------- | -------------------------------------- | --------------- | -------------- | ------------- | ---------------------------------- |
| «Емеральд»   | D66           | Armstrong Whitworth, Ньюкасл-апон-Тайн | 23 вересня 1918 | 19 травня 1920 | 14 січня 1926 | Розібраний на брухт 23 червня 1948 |
| «Ентерпрайз» | D52           | John Brown & Company, Клайдбанк        | 28 червня 1918  | 23 грудня 1919 | 7 квітня 1926 | проданий на брухт 11 квітня 1946   |